# Polyspora oblongifolia
Polyspora oblongifolia är en tvåhjärtbladig växtart som först beskrevs av Friedrich Anton Wilhelm Miquel, och fick sitt nu gällande namn av Orel, Peter G.Wilson, Curry och Luu. Polyspora oblongifolia ingår i släktet Polyspora och familjen Theaceae. Inga underarter finns listade i Catalogue of Life.